# Phacus curvicauda
Phacus curvicauda is een soort in de taxonomische indeling van de Euglenozoa. Deze micro-organismen zijn eencellig en meestal rond de 15-40 micrometer groot. Het organisme komt uit het geslacht Phacus en behoort tot de familie Phacaceae. Phacus curvicauda werd in 1915 ontdekt door Svirenko.